# Rosalia (Heilige)

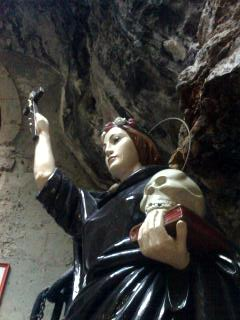
Darstellung der hl. Rosalia

Die heilige Rosalia, „la Santuzza“ genannt (* um 1130 in Palermo, Sizilien; † 4. September 1166 ebenda – diese Daten sind fiktiv), war eine Jungfrau und Eremitin auf dem Monte Pellegrino. Sie wird in der römisch-katholischen Kirche als Heilige verehrt.

## Leben

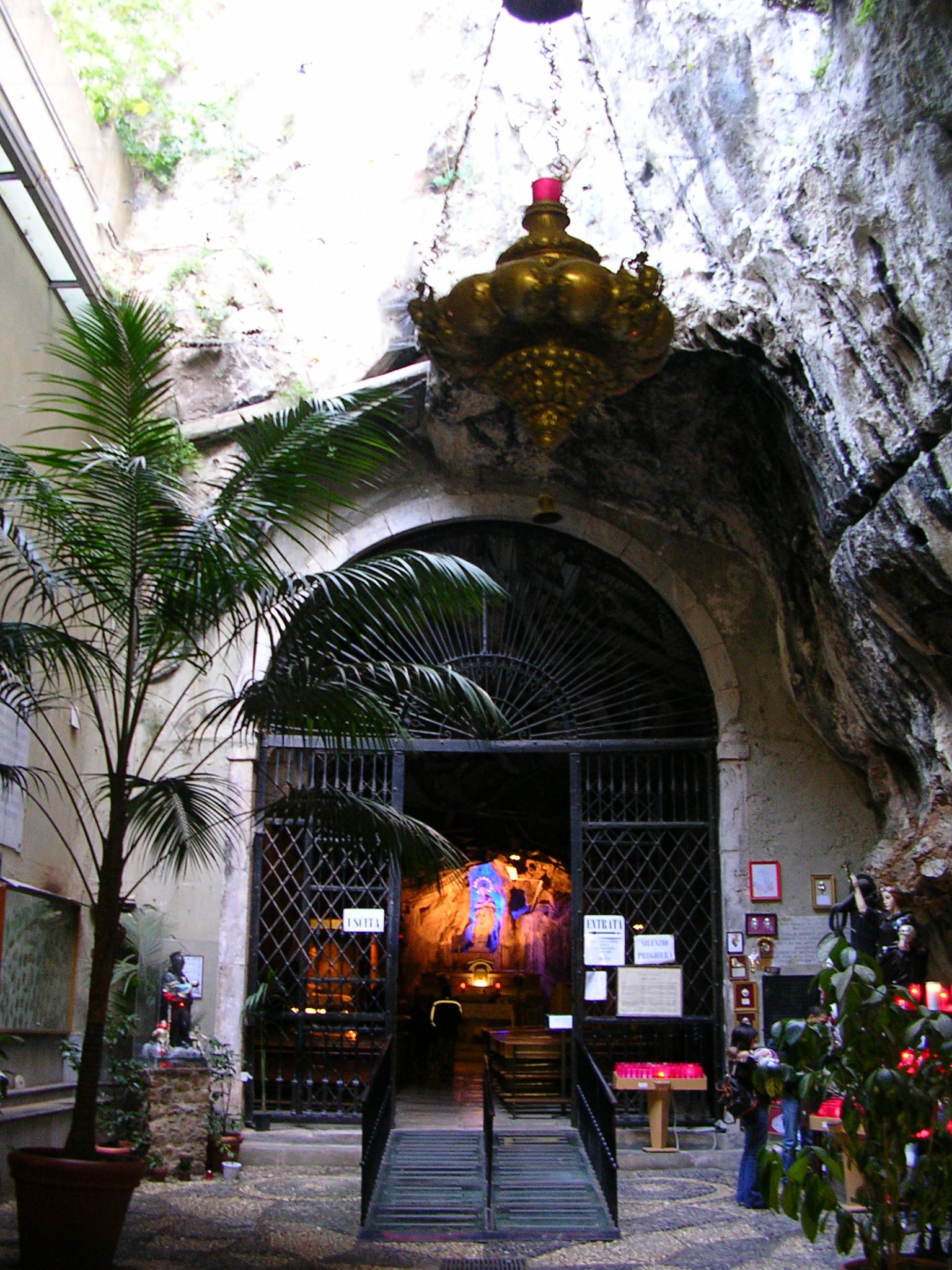
Zugang zum Santuario di Santa Rosalia auf dem Monte Pellegrino

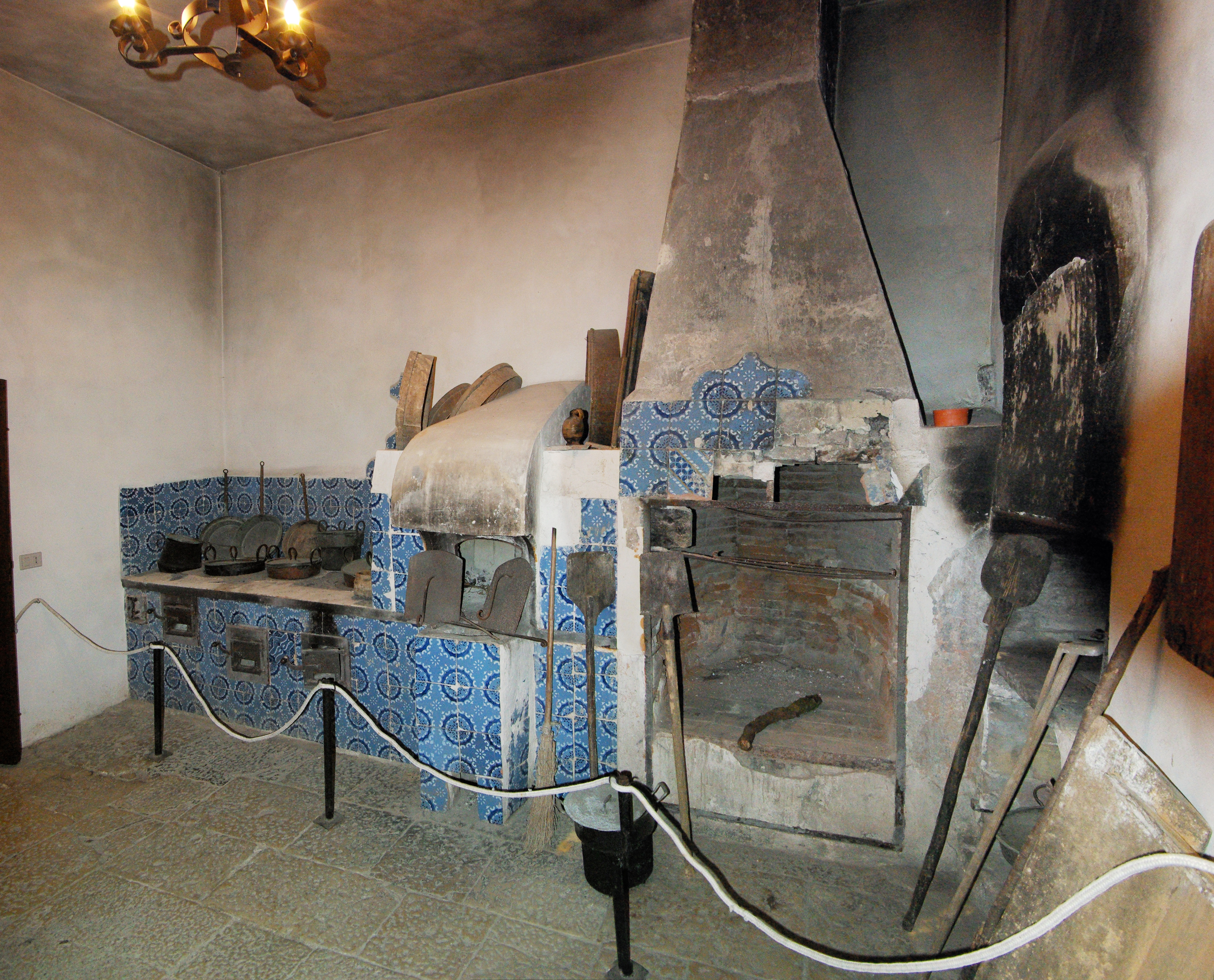
Küche der Eremitage in Santo Stefano Quisquina

Zeitgenössische Quellen zum Leben der Heiligen gibt es nicht, alle Viten sind erst nach der Übertragung der Reliquien entstanden, um im Heiligsprechungsprozess vorgelegt werden zu können. Die genannten Lebensdaten sind fiktiv. Als ältester Beleg für den Kult der hl. Rosalia ist eine Urkunde Friedrichs II. für das Zisterzienserkloster S. Maria della Sambucina in Kalabrien vom Januar 1199 anzusehen, in dem ein tenimentum […] quod dicitur Sancte Rosalie bestätigt wird. Die entsprechenden Eintragungen in einer Urkunde der Kaiserin Konstanze von Mai 1196 sind auf einer Rasur als Korrektur eingetragen, sodass die Einführung des Kultes in Kalabrien möglicherweise in der Zwischenzeit erfolgte. Zur Biographie der Heiligen lässt sich daraus jedoch nichts gewinnen.
Nach einer Version der Viten wuchs Rosalia als Tochter des Grafen Sinibaldi und seiner Frau Quisquina am sizilianischen Hof auf. Schon als junges Mädchen weihte sie ihr Leben Gott. Der Aufstand der normannischen Barone gegen König Wilhelm I. und dessen Großadmiral Maio im Jahr 1160 zwang Rosalia, den königlichen Hof zu verlassen, da ihr Vater wegen Verschwörung hingerichtet und die Familie enteignet wurde. Rosalia zog sich in eine Höhle am Monte Pellegrino in die Einsamkeit zurück und starb dort sechs Jahre später. In einer anderen Version wird ein Aufenthalt in einer Grotte bei Santo Stefano Quisquina beschrieben. Zur Unterstützung dieser Version wurde eine gefälschte Inschrift in der Grotte angebracht.
In der Ikonographie wurde Rosalia bisweilen auch als griechische Nonne dargestellt. Eine italo-byzantinische Heiligenkombination findet sich auch auf dem ältesten ikonographischen Zeugnis aus dem 13. Jahrhundert. Auf einer ursprünglich aus der Martorana stammenden Ikone, die sich jetzt im Diözesanmuseum von Palermo befindet, steht im Mittelpunkt die heilige Oliva, die frühere Schutzheilige von Palermo, begleitet von den heiligen Rosalia, Elija und Venera.

## Verehrung
Zwei in der Nähe ihrer Höhle lebende Eremiten belebten den Kult um Rosalia im Juli 1625 von Neuem. Die beiden gaben an, eine Erscheinung der Heiligen gehabt zu haben, die sie zu dem Ort führte, an dem sich die Reliquien befanden. Der Leichnam war der Überlieferung zufolge unverwest und trug einen Kranz aus Rosen auf dem Kopf. Die Überführung der Ganzkörperreliquie nach Palermo fiel mit dem Ende einer Pestepidemie zusammen, weshalb die Heilige gegen die Pest angerufen wird.
Die Ganzkörperreliquie der hl. Rosalia befindet sich in der Kathedrale von Palermo. Die Einsiedelei, das Santuario di Santa Rosalia auf dem Pilgerberg, wurde zu einem Wallfahrtsort. Die Heilige gehört zu den Stadtpatronen Palermos. Dargestellt wird sie mit offenem Haar, einem Kranz weißer Rosen (beides Attribute der Jungfräulichkeit), mit Kreuz und Totenschädel. Gedenktage sind der 4. September und auf Sizilien auch der 15. Juli (Translation der Reliquien). Am Fest der heiligen Rosalia in Palermo ist der Reliquienschrein für die Öffentlichkeit zugänglich, auf den Straßen Palermos finden Prozessionen und Feuerwerk statt.

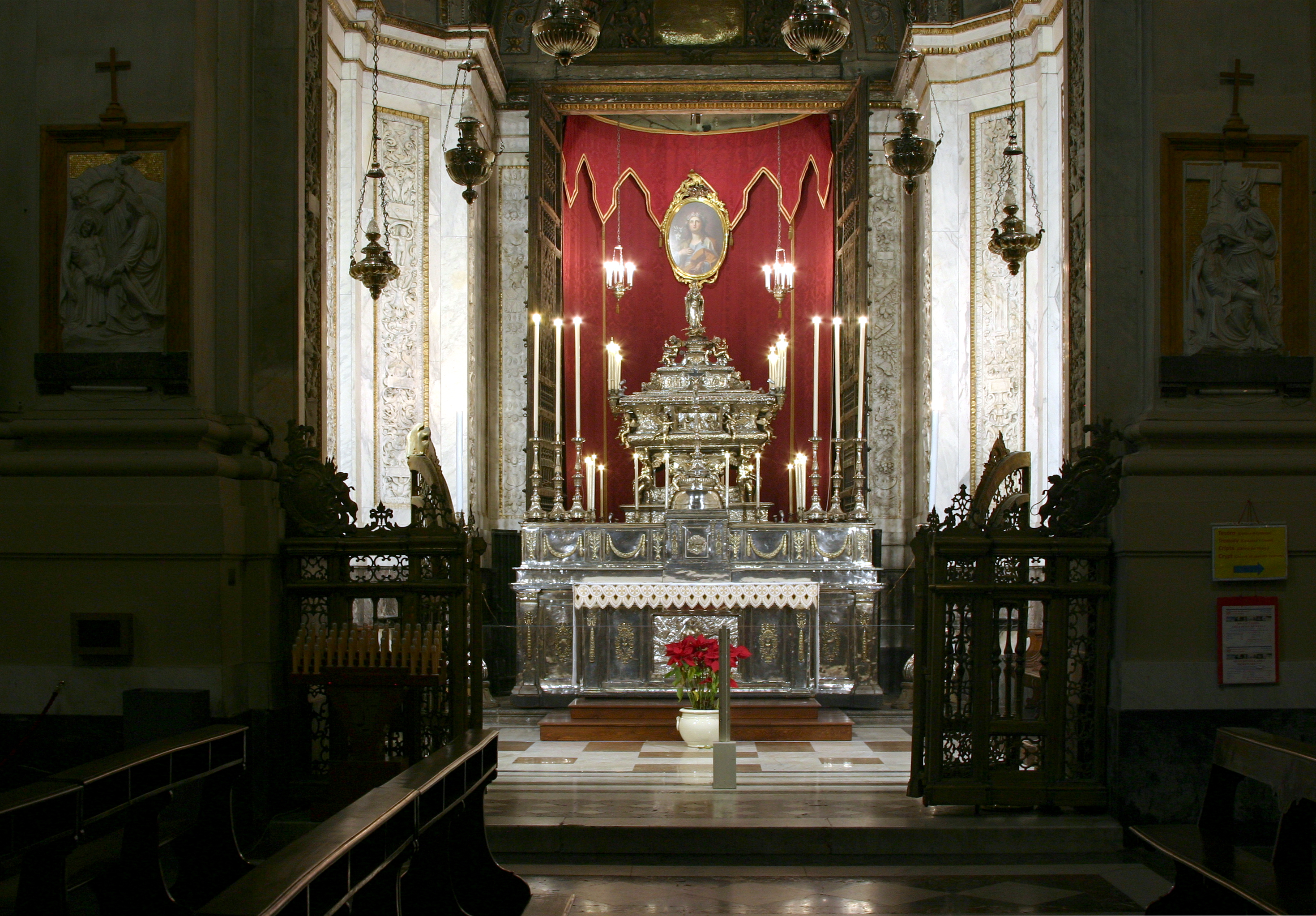
Der versilberte Altar der hl. Rosalia in der Kathedrale von Palermo

Der damalige Erzbischof von Palermo, Giannettino Doria, beauftragte den Jesuiten Giordano Cascini mit der Untersuchung und Echtheitsprüfung der Reliquien der hl. Rosalia. Cascini veröffentlichte daraufhin eine dreibändige Vita di S. Rosalia, die erste der zahlreichen Veröffentlichungen über die Heilige. Der von Doria eingeleitete Prozess führte am 26. Januar 1630 zur Aufnahme in den Römischen Generalkalender durch Papst Urban VIII. Darüber hinaus sind die Schriften von Pietro Antonio Tornamira und Vincenzo Auria nach der Mitte des 17. Jahrhunderts für das Bild der Heiligen bestimmend. Veröffentlichungen in spanischer Sprache erschienen bereits im 17. Jahrhundert in Palermo, das zum Herrschaftsbereich der Spanischen Krone gehörte. Erste Veröffentlichungen über die Heilige in deutscher Sprache erschienen 1690 und 1722. Zu den Festen und der Ausstattung der Festkarren bei Prozessionen sind Programmschriften seit dem späten 17. Jahrhundert erhalten.
Im Jahr 1826 untersuchte der britische Theologe, Geologe und Paläontologe William Buckland, der sich während seiner Flitterwochen in Palermo aufhielt, die Reliquien der Heiligen Rosalia. Er stellte fest, dass es sich bei den Knochen nicht um menschliche Überreste handelte, sondern um die Knochen einer Ziege.

## Patrozinien
- Rosalienkirche (und Kapellen)